# Lady Blue Shanghai
Lady Blue Shanghai é um vídeo promocional de 16 minutos da grife Dior feito para a internet, estrelado por Marion Cotillard, Gong Tao, Stofle Emily, Hong Cheng, Yong Lu e Fei Nie. Ele foi escrito, dirigido e editado por David Lynch, com música de David Lynch, Hurley Dean, e Shilkret Nathaniel.
O vídeo pode ser visto no YouTube.

## Sinopse
Marion Cotillard, cujo personagem não é dado um nome no filme, entra em seu quarto de hotel em Xangai à noite. Enquanto ela se aproxima de seu quarto, ela ouve um tango da década de 1920, que, quando ela abre a porta do quarto, ela vê percebe ser proveniente de um registro antigo 78 rpm jogando em uma vitrola de toca-discos. Ela para a música e, instantaneamente, uma cara da bolsa Dior aparece na sala em uma nuvem de fumaça.
Em pânico, ela chama a recepção para dizer que alguém está no quarto dela. Dois seguranças procuram em seu quarto sem encontrar ninguém. Ela é questionada sobre a bolsa e perguntou se ela poderia ter sido deixada por alguém que ela conhece. No início, ela diz que acabou de chegar em Xangai e ninguém sabe, mas ela relutantemente se refere, através de um flashback, o que parecia uma visão de como ela foi ver o Shanghai Oriental Pearl Tower naquela tarde.